# Sajógalgóc
Sajógalgóc egy község Borsod-Abaúj-Zemplén vármegyében, a Kazincbarcikai járásban.

## Fekvése
A Sajó bal partján, Kazincbarcika vonzáskörzetében fekszik, a várostól 10 kilométerre nyugatra, Putnoktól hasonló távolságra keletre. A megyeszékhely Miskolctól 35 kilométerre északnyugatra, Ózdtól 30 kilométerre északkeletre található.
A közvetlenül határos települések: észak felől Dövény, kelet felől Sajókaza, délkelet felől Vadna, délnyugat felől Sajóvelezd, nyugat felől pedig Dubicsány.

### Megközelítése
Külterületén áthalad a 26-os főút – az ország távolabbi részei felől ez a legfontosabb megközelítési útvonala –, de a település belterülete csak az abból, annak 30+800-as kilométerszelvényénél kiágazó 26 103-as számú mellékúton érhető el.
Kelet-nyugati irányban áthalad a határai közt a Miskolc–Bánréve–Ózd-vasútvonal is, de annak csak a szomszédos településeken vannak megállóhelyei.

## Története
A falu a 13. században a Rátót nemzetségbeli Kazai Kakas család birtoka volt, melynek ősi birtokközpontja Kazán volt és uradalma kiterjedt Kazán kívül Kazincz, Igrici, Galgóc és Divény helységekre is.
1442-ben a cseh Giskra várat épített, s innen fosztogatta a környéket. Mátyás király 1459-ben űzte ki a huszitákat, – s mint a környék hasonló várait – a sajógalgócit is leromboltatta. A község neve 1485-ben Galgócz alakban fordul elő, ez a név szláv eredetű, jelentése: galagonyával benőtt hely. Ekkor a Rátót nemzetség egyik tagja az egri káptalanra hagyta a falu egy részét. 1504-ben már az egész falu a káptalan birtoka. 1555-ben a török kirabolta, s elpusztította a falut. Később újra benépesült. 1785 és 1788 között épült a katolikus templom. 1789-ben szentelték fel.

## Közélete

### Polgármesterei
- 1990–1994: Bartus József (független)[3]
- 1994–1998: Bartus József (független)[4]
- 1998–2002: Ifj. Bartus József (független)[5]
- 2002–2006: Ifj. Bartus József (független)[6]
- 2006–2010: Bartus József (független)[7]
- 2010–2014: Bartus József (független)[8]
- 2014–2019: Jaskó Péter (független)[9]
- 2019–2024: Jaskó Péter (független)[10]

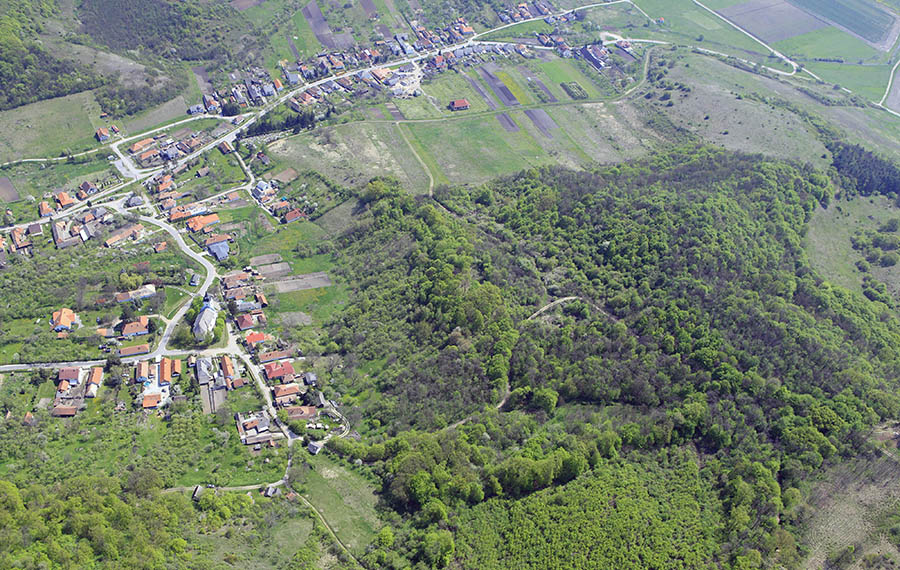
Sajógalgóc légi felvételen

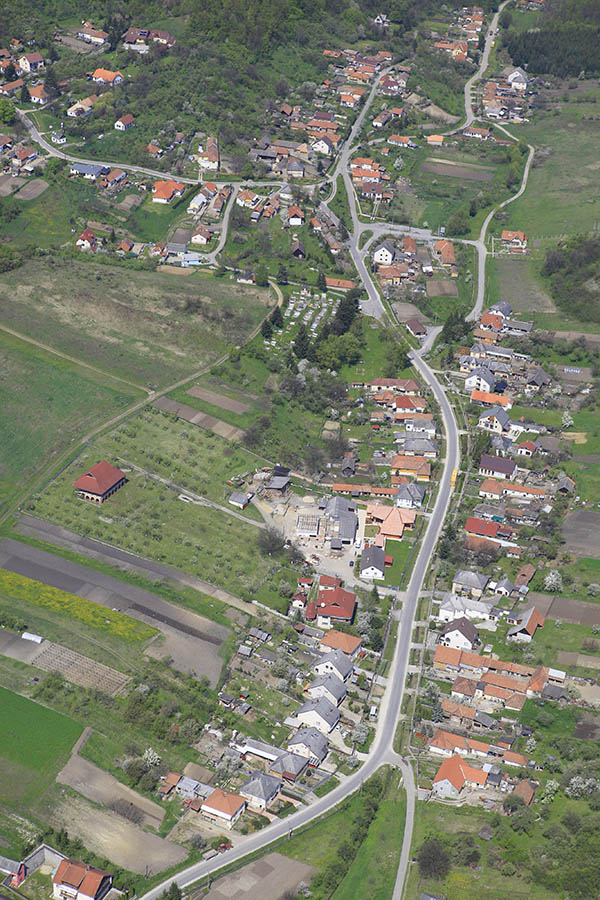
Sajógalgóc légi fotón

- 2024– : Jaskó Péter (független)[1]

## Népesség
A település népességének változása:
| Lakosok száma | 344  | 338  | 334  | 280  | 295  | 308  | 308  |
|               | 2013 | 2014 | 2015 | 2021 | 2022 | 2023 | 2024 |

A 2001-es népszámlálás adatai szerint a településnek csak magyar lakossága volt.
A 2011-es népszámlálás során a lakosok 90%-a magyarnak, 0,9% cigánynak, 0,6% németnek, 0,3% szlováknak mondta magát (10% nem nyilatkozott; a kettős identitások miatt a végösszeg nagyobb lehet 100%-nál). A vallási megoszlás a következő volt: római katolikus 49%, református 10%, görögkatolikus 1,8%, evangélikus 0,9%, felekezeten kívüli 12,4% (20,9% nem válaszolt).
2022-ben a lakosság 91,9%-a vallotta magát magyarnak, 0,7% németnek, 0,3% szlováknak,3,7% egyéb, nem hazai nemzetiségűnek (8,1% nem nyilatkozott; a kettős identitások miatt a végösszeg nagyobb lehet 100%-nál). Vallásuk szerint 39,7% volt római katolikus, 11,9% református, 1,7% görög katolikus, 5,1% egyéb keresztény, 0,3% evangélikus, 9,5% felekezeten kívüli (31,2% nem válaszolt).

## Nevezetességei
- Római katolikus templom, Sarlós Boldogasszony tiszteletére szentelve
- Négy, műemléki védelem alatt álló népi lakóház[14]
- Sajógalgóci Horgászpark
- Sajógalgóci földvár. Sajógalgóc késő Árpád-kori nemesi vára az egyik legépebben megmaradt földvár Magyarországon. A vár közel 25 méter átmérőjű, kör alakú. A várról okleveles adat nem maradt fenn, csak Heltai Gáspár, illetve Bonfini szövegei említik. A sajógalgóci várhegyet a II. világháború harcaiban is használták, több akkor létesített lövészteknő napjainkban is megfigyelhető.[15]

## Külső hivatkozások
- Sajógalgóc az utazom.com honlapján